# Яровенко Володимир Сергійович
Володимир Сергійович Яровенко (нар. 4 травня 1937, село Мельниківці, тепер Немирівського району Вінницької області) — український діяч, голова правління колгоспу «Україна» села Матейків Барського району Вінницької області. Народний депутат України 2-го скликання.

## Життєпис
Народився у селянській родині. Після закінчення школи працював причіплювачем тракторної бригади колгоспу «Червоний промінь» Вінницької області.
У 1955—1958 роках — студент-заочник Іллінецького сільськогосподарського технікуму Вінницької області.
У 1958—1959 роках — зоотехнік, головний зоотехнік колгоспу «Шлях Ілліча» села Володіївці Копайгородського району Вінницької області.
У 1959—1962 роках — служба в Радянській армії.
У 1962—1965 роках — головний зоотехнік, а у 1965—1966 роках — заступник голови правління колгоспу імені Куйбишева села Польового Барського району Вінницької області. Член КПРС.
Закінчив заочно Білоцерківський сільськогосподарський інститут, вчений-зоотехнік.
У 1966—1994 роках — голова правління колгоспу «Україна» села Матейків Барського району Вінницької області.
Народний депутат України 2-го демократичного скликання з .04.1994 (2-й тур) до .04.1998, Барський виборчий округ № 53, Вінницька область. Голова підкомітету з розвитку основних галузей АПК та їх матеріально-технічного забезпечення Комітету з питань АПК, земельних ресурсів і соціального розвитку села. Член депутатської фракції СПУ і СелПУ.